# Susceptància
En electricitat i en electrònica, la susceptància (B), és la part imaginària de l'admitància. En el sistema internacional (SI) es mesura en siemens. Aquesta propietat va ser definida per Oliver Heaviside el 1887 i en el passat havia estat coneguda com a permitància.

## Definició
La susceptància (B) és la part imaginària de l'admitància (Y), que és l'invers de la impedància (z):
{\displaystyle Y=1/Z\,}
De l'expressió de l'admitància:
{\displaystyle Y=G+jB\,}
s'aïlla la susceptància com:
{\displaystyle B={\frac {Y-G}{j}}=-j\cdot (Y-G)}
on :
Y és l'admitància mesurada en Siemens (S) ;
G és la conductància mesurada en S ;
{\displaystyle j^{2}=-1\,} ;
B és la susceptància, mesurada en S
L'admitància Y és la inversa de la impedància Z :
{\displaystyle Y={\frac {1}{Z}}={\frac {1}{R+jX}}=\left({\frac {R}{R^{2}+X^{2}}}\right)+j\left({\frac {-X}{R^{2}+X^{2}}}\right)\,}
amb 
{\displaystyle B=Im(Y)=\left({\frac {-X}{R^{2}+X^{2}}}\right)}
i
{\displaystyle G=\operatorname {Re} (Y)=\left({\frac {R}{R^{2}+X^{2}}}\right)}
On :
{\displaystyle Z=R+jX\,}
Z és la impedància mesurada en Ω ;
R és la resistència mesurada en Ω ;
X és la reactància mesurada en Ω
Nota: La susceptància no és la inversa de la reactància, sinó la seva recíproca.
La magnitud de l'admitància vindrà donada per:
{\displaystyle \left|Y\right|={\sqrt {G^{2}+B^{2}}}\,}